# Gella Vandecaveyeová
Gella Vandecaveye nebo Gella Van De Caveye [Chela Fandekafej], (*5. červen 1973 Kortrijk, Belgie) je bývalá reprezentantka Belgie v judu. Je majitelkou dvou olympijských medailí. Je vlámské národnosti.

## Sportovní kariéra

### Úspěchy
- stříbrná a bronzová olympijská medaile
- dva tituly mistryně světa
- sedm titulů mistryně Evropy z toho šest titulů v řadě

### Zajímavosti
- tokui-waza: kata-guruma, te-guruma, seoi-nage
- úchop: pravý
- styl: fyzický, dynamický

S judem začala v 8 letech ve Zwevegemu. Od 15 let spolupracovala s Eddy Vinckierem. Od juniorského věku více než vypilovanou technikou poutala pozornost svojí živelnou povahou. Uměla si patřičně vychutnat vítězství. Nerada prohrávala a pro vítězství byla schopná udělat téměř cokoliv. Jejím hnacím motorem byla i kolegyně z reprezentace Ulla Werbrouck (povahově zcela odlišná), které se snažila vyrovnat a překonat jí. Potom co Werbroucková ukončila v roce 2001 sportovní kariéru, šla s výsledky dolů a do dvou let s judem skončila. Důvodem nebylo vážné zranění, v roce 1998 překonala zlomeninu krční páteře, ale čistě ztráta motivace. Sportovní kariéru ukončila na začátku olympijské sezóny 2004, ale nechala se ještě přemluvit k účasti na olympijských hrách v Athénách. Olympijská zlatá medaile byla jediná, která jí ve sbírce nakonec chyběla.
Po skončení kariéry se věnovala několika projektům. V letech 2005 a 2006 se účastnila Rallye Dakar jako navigátorka. S pilotem Jacky Loomansem však v žádném ročníku nedojeli do cíle.

### Rivalky
- Ja'el Aradová
- Catherine Fleuryová
- Diane Bellová
- Séverine Vandenhendeová
- Jenny Galová
- Sara Álvarezová

## Výsledky
| Turnaj             | 1989             | 1990             | 1991             | 1992             | 1993             | 1994             | 1995             | 1996             | 1997             | 1998             | 1999             | 2000             | 2001             | 2002             | 2003             | 2004             |
| Turnaj             | 16               | 17               | 18               | 19               | 20               | 21               | 22               | 23               | 24               | 25               | 26               | 27               | 28               | 29               | 30               | 31               |
| Turnaj             | polostřední váha | polostřední váha | polostřední váha | polostřední váha | polostřední váha | polostřední váha | polostřední váha | polostřední váha | polostřední váha | polostřední váha | polostřední váha | polostřední váha | polostřední váha | polostřední váha | polostřední váha | polostřední váha |
| ------------------ | ---------------- | ---------------- | ---------------- | ---------------- | ---------------- | ---------------- | ---------------- | ---------------- | ---------------- | ---------------- | ---------------- | ---------------- | ---------------- | ---------------- | ---------------- | ---------------- |
| Olympijské hry     |                  |                  |                  | úč.              |                  |                  |                  | 2.               |                  |                  |                  | 3.               |                  |                  |                  | úč.              |
| Mistrovství světa  | —                |                  | úč.              |                  | 1.               |                  | 3.               |                  | 2.               |                  | 2.               |                  | 1.               |                  | 7.               |                  |
| Mistrovství Evropy | —                | úč.              | 5.               | 7.               | 2.               | 1.               | 3.               | 1.               | 1.               | 1.               | 1.               | 1.               | 1.               | 3.               | 2.               | —                |
| MS juniorů         |                  | úč.              |                  |                  |                  |                  |                  |                  |                  |                  |                  |                  |                  |                  |                  |                  |
| ME juniorů         | 3.               | 3.               | 5.               |                  |                  |                  |                  |                  |                  |                  |                  |                  |                  |                  |                  |                  |

## Podrobnější výsledky

### Olympijské hry
| Rok      | Kategorie        |  | 1/32                            | 1/16                                 | čtvrtfinále                         | semifinále                    | opravy                                | opravy                          | o bronz                               | finále                         |
| -------- | ---------------- |  | ------------------------------- | ------------------------------------ | ----------------------------------- | ----------------------------- | ------------------------------------- | ------------------------------- | ------------------------------------- | ------------------------------ |
| LOH 1992 | polostřední váha |  | výhra - 0:50/jg Thant Phyu Phyu | výhra - 0:10/to Gisela Hämmerlingová | prohra - waz/oug Frauke Eickhoffová | —                             | prohra - waz/uma Jelena Petrovová     | —                               | —                                     | —                              |
| LOH 1996 | polostřední váha |  | volný los                       | výhra - 0:26/uma Hagar Tabesiová     | výhra - 1:26/jg Xiomara Griffithová | výhra - yuk/hrg Čong Song-suk | —                                     | —                               | —                                     | prohra - 0:55/uma Júko Emotová |
| LOH 2000 | polostřední váha |  | volný los                       | výhra - 2:46/ukg Či Kjong-sun        | prohra - (yus) Li Šu-fang           | —                             | výhra - 0:42/suk Olga Artamanovová    | výhra - 2:38/ysg Vânia Ishiiová | výhra - 3:07/ysg Anja von Rekowskiová | —                              |
| LOH 2004 | polostřední váha |  | výhra - 0:44/suk Vânia Ishiiová | výhra - 3:22/kks Eleni Tabasiová     | prohra - 2:18/suk Urška Žolnirová   | —                             | prohra - 0:35/ysg Driulis Gonzálezová | —                               | —                                     | —                              |

### Mistrovství světa
| Rok     | Kategorie        |  | 1/64      | 1/32                         | 1/16                       | čtvrtfinále                | semifinále              | opravy                 | opravy                    | opravy                | o bronz                 | finále                         |
| ------- | ---------------- |  | --------- | ---------------------------- | -------------------------- | -------------------------- | ----------------------- | ---------------------- | ------------------------- | --------------------- | ----------------------- | ------------------------------ |
| MS 1991 | polostřední váha |  | volný los | výhra Eleucadia Vargasová    | prohra Diane Bellová       | —                          | —                       | výhra Nicola Morrisová | prohra Ja'el Aradová      | —                     | —                       | —                              |
| MS 1993 | polostřední váha |  | volný los | výhra Leanne Sheehyová       | výhra Gisela Hämmerlingová | výhra Petra Schweizerová   | výhra Ileana Beltranová | —                      | —                         | —                     | —                       | výhra Ja'el Aradová            |
| MS 1995 | polostřední váha |  | volný los | výhra Wu Čing-hui            | výhra Liudmila Kristeaová  | prohra Catherine Fleuryová | —                       | —                      | výhra Xiomara Griffithová | výhra Diane Bellová   | výhra Ileana Beltranová | —                              |
| MS 1997 | polostřední váha |  | x         | výhra Michelle Buckinghamová | výhra Andreia Cavalleriová | výhra Jelena Petrovová     | výhra Lara Sullivanová  | —                      | —                         | —                     | —                       | prohra Séverine Vandenhendeová |
| MS 1999 | polostřední váha |  | volný los | výhra Einat Jaronová         | výhra Kenia Rodríguezová   | výhra Jenny Galová         | výhra Sara Álvarezová   | —                      | —                         | —                     | —                       | prohra Keiko Maedaová          |
| MS 2001 | polostřední váha |  | volný los | výhra Danuše Zdeňková        | výhra Orit Bar-Onová       | výhra Urška Žolnirová      | výhra Claudia Heillová  | —                      | —                         | —                     | —                       | výhra Sara Álvarezová          |
| MS 2003 | polostřední váha |  | volný los | výhra Laima Naudulaitytė     | výhra Karen Robertsová     | prohra Driulis Gonzálezová | —                       | —                      | výhra Saida Dahriová      | prohra Vânia Ishiiová | —                       | —                              |

### Mistrovství Evropy
| Rok     | Kategorie        |  | 1/32                       | 1/16                         | čtvrtfinále                | semifinále                   | opravy                    | opravy                 | o bronz                     | finále                        |
| ------- | ---------------- |  | -------------------------- | ---------------------------- | -------------------------- | ---------------------------- | ------------------------- | ---------------------- | --------------------------- | ----------------------------- |
| ME 1990 | polostřední váha |  | prohra Lenka Šindlerová    | —                            | —                          | —                            | —                         | —                      | —                           | —                             |
| ME 1991 | polostřední váha |  | volný los                  | výhra Jelena Petrovová       | výhra Diane Bellová        | prohra Frauke Eickhoffová    | —                         | —                      | prohra Susanne Profanterová | —                             |
| ME 1992 | polostřední váha |  | volný los                  | výhra Chloe Cowenová         | prohra Catherine Fleuryová | —                            | výhra Camilla Williamsová | prohra Ja'el Aradová   | —                           | —                             |
| ME 1993 | polostřední váha |  | volný los                  | výhra Neşe Yazıcıová         | výhra Catherine Fleuryová  | výhra Diane Bellová          | —                         | —                      | —                           | prohra Ja'el Aradová          |
| ME 1994 | polostřední váha |  | volný los                  | výhra Aneta Araková          | výhra Ilknur Kobaşová      | výhra Miriam Blascová        | —                         | —                      | —                           | výhra Diane Bellová           |
| ME 1995 | polostřední váha |  | volný los                  | výhra Liudmila Kristeaová    | prohra Jenny Galová        | —                            | výhra Irena Tokarzová     | výhra Elna Schminkeová | výhra Jelina Novgorodcevová | —                             |
| ME 1996 | polostřední váha |  | volný los                  | výhra Ilknur Kobaşová        | výhra Michaela Vernerová   | výhra Diane Bellová          | —                         | —                      | —                           | výhra Catherine Fleuryová     |
| ME 1997 | polostřední váha |  | volný los                  | výhra Miroslava Jánošíková   | výhra Cheryle Peelová      | výhra Maddalena Sorrentinová | —                         | —                      | —                           | výhra Michaela Vernerová      |
| ME 1998 | polostřední váha |  | volný los                  | výhra Ilknur Kobaşová        | výhra Nancy van Stokkumová | výhra Jenny Galová           | —                         | —                      | —                           | výhra Sara Álvarezová         |
| ME 1999 | polostřední váha |  | volný los                  | výhra Regina Mickutė         | výhra Karine Lecoeucheová  | výhra Irena Tokarzová        | —                         | —                      | —                           | výhra Jenny Galová            |
| ME 2000 | polostřední váha |  | volný los                  | výhra Regina Mickutė         | výhra Karen Robertsová     | výhra Daniëlle Vriezemaová   | —                         | —                      | —                           | výhra Séverine Vandenhendeová |
| ME 2001 | polostřední váha |  | výhra Daniëlle Vriezemaová | výhra Urška Žolnirová        | výhra Noa Bauerová         | výhra Ylenia Scapinová       | —                         | —                      | —                           | výhra Claudia Heillová        |
| ME 2002 | polostřední váha |  | výhra Aneta Szczepańská    | výhra Jelena Kostićová       | prohra Julija Kuzinová     | —                            | výhra Danuše Zdeňková     | výhra Elsa Nilssonová  | výhra Urška Žolnirová       | —                             |
| ME 2003 | polostřední váha |  | volný los                  | výhra Ewa Iwańská-Wiwatowská | výhra Ylenia Scapinová     | výhra Lucie Décosseová       | —                         | —                      | —                           | prohra Sara Álvarezová        |